# Peterdy Károly
Peterdy Károly (Beregújfalu, 1833. június 13. – Munkács, 1893. február 22.) református esperes-lelkész, megyebizottsági tag.

## Élete
Beregújfaluban született, ahol apja református lelkész volt. 1841-ben Sárospatakon kezdte tanulását és ugyanott végezte be 1854. áprilisban. Ekkor ment Munkácsra akadémikus rektornak és 1855-ben segédlelkészi teendők végzésére is felhatalmaztatott. Munkácson működött 1856-ig segédlelkészi és egyúttal fiútanítói minőségben. A munkácsi várban fogságban levő, a szabadságharcban részt vett hazánkfiait hetenként egyszer meglátogatta és lelki vigasztalásban részesítette őket. A vár 1857-ben közfegyintézetté alakítván át, az államfoglyokat elszállították; ekkor hagyta el ő is Munkácsot és szélütött apja mellé ment segédnek szülőföldjére, ahol apja elhalálozása után (1857) édesanyja mellett töltötte el az évet. Innét Barkaszóra ment 1858-ban segédül. 1859-ben Nagy Mihály esperes hívta magához káplánnak Tarpára. Itt szolgált fél évig segéd-, és főnöke halála után fél évig helyettes lelkészi minőségben 1860 tavaszáig. Ekkor Beregszász-Végardóra rendeltetett rendes lelkésznek, mely kis egyházban két évig a lelkészi és tanítói kettős hivatalt végezte; innen a barabási egyház lelkészi állomására hívták meg, ahol hivatalába 1862. április 14-én beiktattatott. A templom, torony, iskola és paplak a kor igénye szerint felépítve, hirdetik buzgalmát. Munkásságát egyházmegyéje is igénybe vette és az 1868. év elején aljegyzővé, 1870-ben főjegyzővé és később tanácsbíróvá is megválasztotta. 1876-ban esperes lett, 1881-ben pedig az egyházmegye általános szavazatával zsinati tagul választatott a Debreczenben tartott országos zsinatra. 1883 elején a munkácsi református egyház lelkésze lett. Ő alapította a bilkei (Bereg megye) missziói egyházat is, egyesítvén ezzel az idegen nemzetiségek közt szétszórtan élő magyar reformátusokat.
Cikkeket írt a Protestáns Egyházi és Iskolai Lapba (1880. Adatok Kömlei János életéhez).

## Munkája
- Emléklapok főtiszt. Révész Bálint tiszántúli ev. ref. egyházkerületi püspök úrnak a beregi egyházmegyében 1884 nyarán tett hivatalos egyházi látogatásáról. Naplójából összeállította utitársa... Beregszász 1885. (Ism. Prot. Egyh. és Isk. Lap 46. sz.).